# Revers (medicína)
Revers označuje v medicíně písemný souhlas nebo nesouhlas pacienta s léčebným postupem. 
- Pozitivní revers – dokument podepisuje pacient nebo jeho zástupce před zákrokem a vyjadřuje tak s ním svůj informovaný souhlas.
- Negativní revers – dokument, ve kterém pacient přes doporučení lékaře odmítá další léčbu nebo některé léčebné postupy.

V České republice je revers upraven v § 34 odst. 3 zákona o zdravotních službách.
Má být použit například v situaci, kdy má poskytovatel zdravotní péče za to, že pro pacienta je vhodný urgentní zákrok nebo hospitalizace, ale pacient je rozhodnutý péči opustit. Naopak § 45 zákona stanoví poskytovateli zdravotních služeb povinnost informovat Policii České republiky o tom, že pacient svévolně opustil zdravotnické zařízení lůžkové péče, pokud je přerušením poskytování zdravotních služeb vážně ohroženo zdraví nebo život pacienta nebo třetích osob.